# Bin Shimada
Bin Shimada (japanska: 島田 敏 Hepburn: Shimada Bin?), född 13 april 1954 i Niigata, är en japansk röstskådespelare som arbetar för agenturen Aoni Production. Han debuterade 1978 i filmen Saraba uchû senkan Yamato: Ai no senshitachi. 1984 spelade Shimada en mindre roll i filmen Nausicaä från Vindarnas dal och 1985 började han medverka i Gundam-serien. Shimada har även medverkat i Pokémon, Dragon Ball Z och One Piece.